# Sinclairia caducifolia
Sinclairia caducifolia là một loài thực vật có hoa trong họ Cúc. Loài này được (B.L.Rob. & Bartlett) Rydb. miêu tả khoa học đầu tiên năm 1927.